# Zeno Cardoso Nunes
Zeno Cardoso Nunes (São Francisco de Paula, 15 de agosto de 1917 - Porto Alegre, 27 de fevereiro de 2011) foi um advogado, escritor e jornalista brasileiro.
Bacharel em Direito, é membro da Academia Riograndense de Letras. Publicou diversos livros de poesia, ensaios e artigos em revistas e jornais. Entre suas obras destacam-se, em parceria com Rui Cardoso Nunes, Dicionário de Regionalismo do Rio Grande do Sul (1982/1987) e Minidicionário guasco (1992, 3ª. Ed.). O jornalista é patrono da cadeira 32 da Academia Brasileira de Estudos e Pesquisas Literárias, Rio de Janeiro (RJ).

## Fonte de referência
- Dicionário de Folcloristas Brasileiros